# Spongiosperma
Spongiosperma é um género botânico pertencente à família Apocynaceae.